# Hr.Ms. Vos (1913)
Hr.Ms. Vos – holenderski niszczyciel z początku XX wieku, jedna z ośmiu zbudowanych jednostek typu Fret. Okręt został zwodowany 28 czerwca 1913 roku w stoczni Fijenoord w Schiedam, a w skład Koninklijke Marine wszedł w lutym 1914 roku. Jednostka została skreślona z listy floty w 1928 roku.

## Projekt i budowa
Niszczyciele typu Fret były pierwszymi seryjnymi holenderskimi jednostkami tej klasy wyposażonymi w turbiny parowe . Początkowo jednostki miały cztery krótkie kominy, jednak później przebudowano je w ten sposób, że wysokość kominów zmniejszała się schodkowo od pierwszego do czwartego komina.
Hr.Ms. „Vos” zbudowany został w stoczni Fijenoord w Schiedam (numer stoczniowy 93) . Stępkę okrętu położono w 1912 roku, a zwodowany został 28 czerwca 1913 roku .

## Dane taktyczno-techniczne
Okręt był niszczycielem o długości całkowitej 70,4 metra, szerokości 6,6 metra i maksymalnym zanurzeniu 2,8 metra (normalne wynosiło 2 metry) . Wyporność normalna wynosiła 510 ton. Siłownię okrętu stanowiły dwa zestawy turbin parowych Krupp-Germania o łącznej mocy 8500 KM, do których parę dostarczały cztery kotły Yarrow . Prędkość maksymalna napędzanego dwoma śrubami okrętu wynosiła 30 węzłów. Okręt zabierał zapas 120 ton węgla i 12,5 tony paliwa płynnego, co zapewniało zasięg wynoszący 2700 Mm przy prędkości 8,5 węzła (lub 750 Mm przy prędkości 20 węzłów) .
Na uzbrojenie artyleryjskie okrętu składały się cztery pojedyncze półautomatyczne działa kalibru 75 mm SA Nr 1 L/52 i cztery pojedyncze karabiny maszynowe kal. 7,9 mm L/80 . Broń torpedową stanowiły dwie pojedyncze wyrzutnie kal. 450 mm .
Załoga okrętu składała się z 83 oficerów, podoficerów i marynarzy .

## Służba
Okręt został przyjęty w skład Koninklijke Marine w lutym 1914 roku . Niszczyciel wraz z budowanym jednocześnie Hr.Ms. „Panter” został wysłany do Holenderskich Indii Wschodnich, gdzie spędził cały okres służby. Jednostkę wycofano ze składu floty w 1928 roku. Zdjęte z okrętu wyrzutnie torpedowe wykorzystano w budowanych na przełomie lat 30. i 40. w Surabai kutrach torpedowych typu TM.